# Los Mismos (grupo mexicano)
Los Mismos son un grupo musical mexicano de música latina y tradicional mexicana fundado en 1996 por varios integrantes de la banda Los Bukis («los niños», palabra usada en el norte del país), en Ario de Rosales, Michoacán, México, después de la salida de Marco Antonio Solís. En 1996, el líder de la banda Marco Antonio Solís, decide marcharse para continuar su carrera artística como solista. Otros miembros originales abandonaron la banda y fueron reemplazados.
En 1996, lanzaron su primer álbum, Juntos para siempre. Hasta 2008 aparecieron diez álbumes de estudio y varias compilaciones de sus más grandes éxitos, aunque la banda todavía se presenta en festivales y conciertos. La banda logró cierto reconocimiento, producto de varios álbumes que entraron en diversas listas nacionales e internacionales.

## Trayectoria
Los orígenes de la banda se remontan a la década de 1990, más específicamente en mayo de 1996, cuando Los Bukis realizaron el último concierto como agrupación en la ciudad de Guadalajara, Estado de Jalisco, México. La primera formación del grupo estaba integrada por los exintegrantes de Los Bukis Joel Solís, Eusebio Cortez, Pedro Sánchez, Roberto y José Guadarrama con Pedro Velázquez. Su estilo musical comprende distintos géneros, entre los que se encuentra la música latina y tradicional de México con incorporaciones en tex-mex, norteña y tejana. Marco Antonio Solís, uno de los líderes de la banda decidió marcharse antes de publicar su primer álbum en solitario. El álbum  Juntos para siempre se lanzó el 17 de septiembre de 1996. El álbum obtuvo un reconocimiento notorio, debido a que apareció en varias listas radiales y fue número uno en el conteo Regional Mexican, donde permaneció durante 29 semanas seguidas. Alcanzó la posición cuarenta y siete en el Top Heatseekers y sexta en el Top Latin Albums, ambas elaboradas por la revista Billboard, en esta última, el álbum permaneció cuarenta semanas en el listado, unos diez meses.
El 23 de septiembre de 1997 publican Te llevas mi vida, producido por la compañía discográfica EMI. El disco consta de doce canciones, entre las que se encuentran «Te Llevas Mi Vida» y «Soy Peor Que Nada», la primera novena y la segunda en el puesto diecisiete del Regional Mexican Songs. Este sería el último álbum que tendría a todos los miembros originales de Los Bukis juntos.
El 22 de septiembre de 1998, un año después, publicaron lo que sería su tercera producción titulada Ven A Mi Mundo. Joel Solís abandona la agrupación y fue reemplazado por Rafael Valenzuela. Ven A Mi Mundo ocupó la séptima posición en la lista Regional Mexican y la veinticuatro en Top Latin Albums, mientras que los sencillos «Que Bonito» y «Ven A Mi Mundo» ocuparon varios puestos en las diversas listas radiales.
La cuarta producción discográfica salió al mercado el 16 de noviembre de 1999 y fue titulada Encuentro Con el Milenio. Lanzado en formato CD audio y casete con una duración de poco más de treinta minutos. Se compuso de 10 canciones, siendo «Basura» la más relevante por sus apariciones en varias listas: veintisiete en el Latin Airplay y Hot Latin Songs, y once en Regional Mexican Songs. Este fue el último disco en el que apareció Eusebio Cortez, reemplazado por Fred Ocon.
En 2000 siguieron con su quinto trabajo Sin mirar atrás y un año después Perdón por extrañarte, el sexto álbum. Este último producido bajo la compañía discográfica Univision Records. En este proyecto, José "Pepe" Guadarrama se desvincularía de la banda, siendo reemplazado por Gustavo Morales. El estilo musical de este álbum se compone de «ritmos tradicionales mexicanos», pasando por el pop latino en canciones como «Perdón por extrañarte» y «Por ti yo moriría» hasta el género ranchero, según Drago Bonacich, analista especializado de Allmusic.
A partir de 2002, la banda lanzó otros cuatro álbumes más: Comienza A Vivir (2002), Que Te Vaya Bien En Todo (2003), Quiero Agradecer (2004) y Para Toda La Vida (2008). Ocho años después  Los Mismos lanzaron su undécima producción llamada 20 aniversario (2016) celebrando 20 años de carrera. Fue la última producción en la que aparecía Eusebio "El Chivo" Cortez y Pedro Sánchez promovieron la canción Te Ves Divina.

## Discografía
| Álbumes de estudio - 1996: Juntos para siempre - 1997: Te llevas mi vida - 1998: Ven a mi mundo - 1999: Encuentro con el milenio - 2000: Sin mirar atrás - 2001: Perdón por extrañarte - 2002: Comienza a vivir - 2003: Que te vaya bien en todo - 2004: Quiero agradecer - 2008: Para toda la vida - 2016: 20 Aniversario DVD - 2006: Lo Esencial De | Álbumes recopilatorios - 2000: Duelo Romántico, - 2001: Esto Es Lo Nuestro: 20 Éxitos - 2002: Latin Classics - 2003: 30 Éxitos Insuperables, Los EP's Originales - 2004: Original Masters, Mano a Mano, 15 de Colección - 2005: 15 Éxitos de Colección, Edición Platino - 2006: Lo Esencial De, Los Románticos, Vol. 1, 30 del Recuerdo y Se Fue y Muchos Éxitos Más: Línea de Oro - 2007: Serie 3 X 4, Colección Suprema y Serie Verde - 2013: Romances Cajas recopilatorias - 2004: Momentos De Colección |

## Integrantes
- Pedro Velázquez - Vocalista (1996  – Presente)
- Carlos Vázquez - Primer teclado (2021  – Presente)
- Gustavo Morales - Segundo teclado, segunda voz y percusión (2001  – Presente)
- Isaac Guadarrama - Bajo (2004  – 2012, 2017  – Presente)
- Carlos Iván Salgado - Guitarra (2018  – Presente)
- Rafael Valenzuela - Guitarra (1998 – 2008, 2021 – Presente)
- Jorge Ortiz - Batería (2002 – 2008, 2021 – Presente)

## Exintegrantes
- Joel Solis - Guitarra (1996 – 1998)
- Roberto Guadarrama - Primer teclado, segunda voz, director (1996 – 2021)
- Eusebio "El Chivo" Cortez - Bajo (1996 – 2000, 2003 – 2004, 2012 – 2017)
- Jose "Pepe" Guadarrama - Segundo teclado, segunda voz, percusión (1996 – 2001)
- Pedro Sánchez - Batería (1996 – 2002, 2008 – 2017)
- Fred Ocón - Bajo (2000 – 2003)
- Roberto Guadarrama Jr. - Guitarra, batería (2015 – 2021)